# Ле-Детруа
Ле-Детруа́ (фр. Le Détroit) — коммуна во Франции, находится в регионе Нижняя Нормандия. Департамент коммуны — Кальвадос. Входит в состав кантона Фалез-Север. Округ коммуны — Кан.
Код INSEE коммуны — 14223.

## Население
Население коммуны на 2010 год составляло 91 человек.
| 1962 | 1968 | 1975 | 1982 | 1990 | 1999 | 2010 |
| ---- | ---- | ---- | ---- | ---- | ---- | ---- |
| 104  | 99   | 83   | 76   | 82   | 90   | 91   |

## Экономика
В 2010 году среди 47 человек трудоспособного возраста (15-64 лет) 39 были экономически активными, 8 — неактивными (показатель активности — 83,0 %, в 1999 году было 65,5 %). Из 39 активных жителей работали 35 человек (18 мужчин и 17 женщин), безработных было 4 (1 мужчина и 3 женщины). Среди 8 неактивных 3 человека были учениками или студентами, 4 — пенсионерами, 1 был неактивным по другим причинам.